# Buggenhoutbos
Het Buggenhoutbos ligt in de gemeente Buggenhout in de Belgische provincie Oost-Vlaanderen.
Het hedendaagse Buggenhoutbos is een overblijfsel van een uitgestrekt boscomplex van duizenden hectaren groot. Dit complex was zelfs een deel van het vroegere Kolenwoud, dat het gehele centrum van België bedekte. Het Buggenhoutbos is Europees beschermd als onderdeel van Natura 2000-gebied 'Bossen van het zuidoosten van de Zandleemstreek' (BE2300044).

## Geschiedenis
De oudste geschiedkundige vermelding van het bos en van de naam Buckenholt dateert uit de 12e eeuw, toen de heer van Aarschot al zijn bezittingen schonk aan de abdij van Affligem bij de intrede van zijn zoon als monnik.
De naam Buckenholt komt ongetwijfeld voort van het Oudsaksisch Boka (=beuk) en holt (=hout, bos). Buggenhout ontleent dus zijn naam aan het groot aantal beukenbomen die er een bos vormden. Sinds 1504 staat de barokke Boskapel in het Buggenhoutbos.
Van het roemrijke bos dat oorspronkelijk duizenden en op het eind van de Middeleeuwen 470 ha groot was, blijft niet zoveel meer over. De monniken van Affligem, die het bos cadeau kregen, rooiden er een groot deel van. Ook de latere eigenaars kapten veel bomen. In 1887 bleven er nog slechts 400 ha van over. Tijdens de Eerste Wereldoorlog werd de helft van het bos volledig vernield door de Duitsers. Toen het door de staat werd aangekocht in 1936, bleven er nog amper 140 ha over. Vandaag de dag is het bos 190 ha groot. In december 2023 werd het bos met 10 ha uitgebreid. 

## Fauna en flora
Buggenhoutbos bestaat vooral uit loofbomen: 55 procent van de bomen zijn wintereiken, 40 procent beuken. De oude beukenbestanden dateren van 1850. Verder vindt men er nog wat haagbeuk, berk, esdoorn, es en enkele naaldbomen. In het bos liggen een aantal vijvers die gevoed worden door beken. Daarin leven alle salamandersoorten die in Vlaanderen voorkomen. Een greep uit het aanbod zijn de kleine en grote watersalamander, de vinpoot- en alpenwatersalamander, de vuursalamander en de kamsalamander. Al deze salamanders zijn beschermd. 
In Buggenhoutbos komen enkele soorten knaagdieren voor, zoals de muskusrat, de eekhoorn, muizen. Andere zoogdieren zijn de egel, de haas en het konijn. Er komen ook reeën voor.
Sinds kort zijn er plannen om het Buggenhoutbos na de eeuwenlange terugval opnieuw uit te breiden. De komende jaren zouden tientallen hectaren bos worden aangeplant.

## Sport en recreatie
De laatste decennia heeft het bos een belangrijke recreatieve functie gekregen. Heel wat mensen, van alle gemeenten in de omtrek, brengen geregeld een bezoekje aan dit bos. Op piekdagen telt men duizenden bezoekers.
Jaarlijks vindt de Bosmarathon plaats om en door het Buggenhoutbos.

## Afbeeldingen

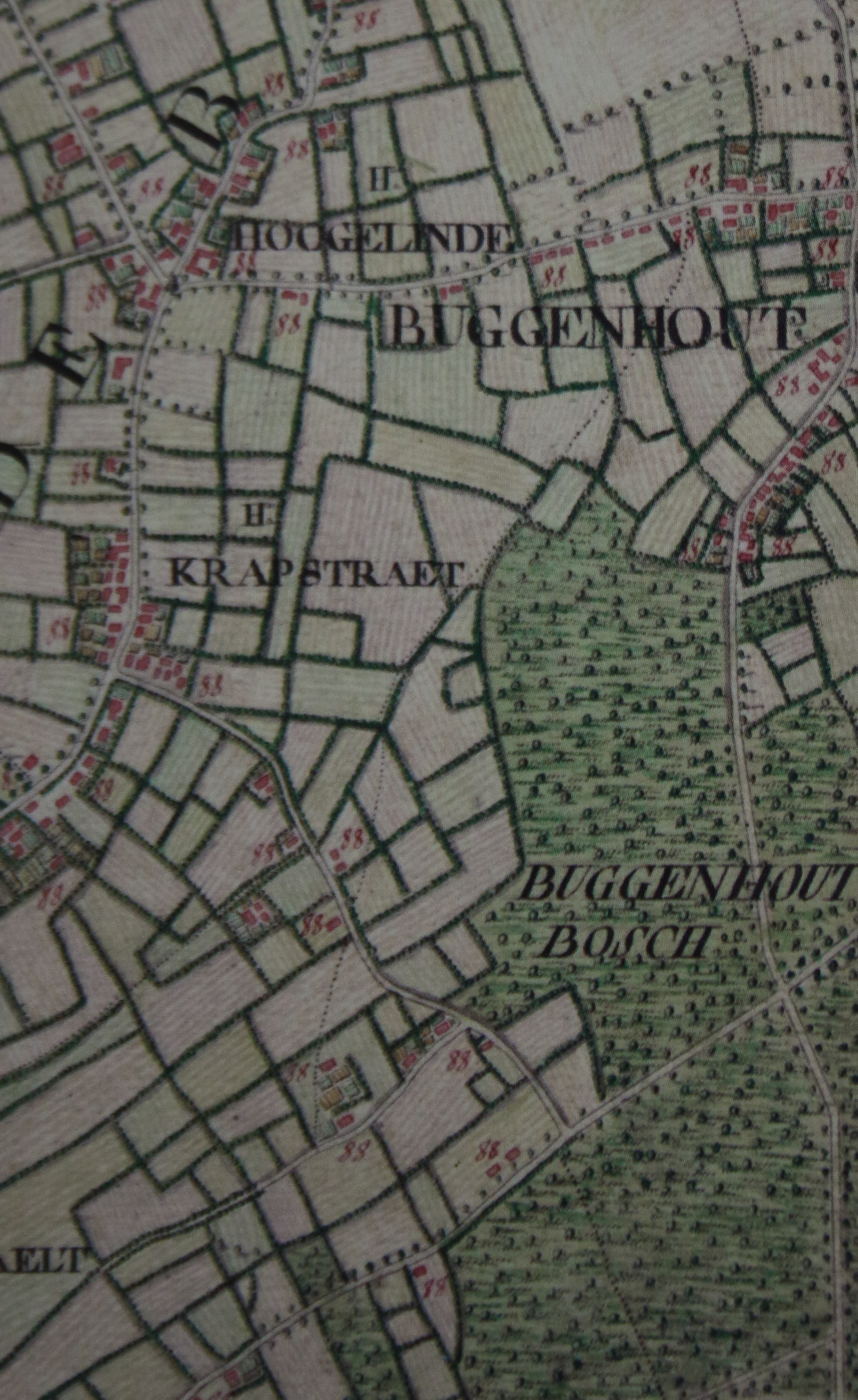
Buggenhoutbos op de Ferrariskaart
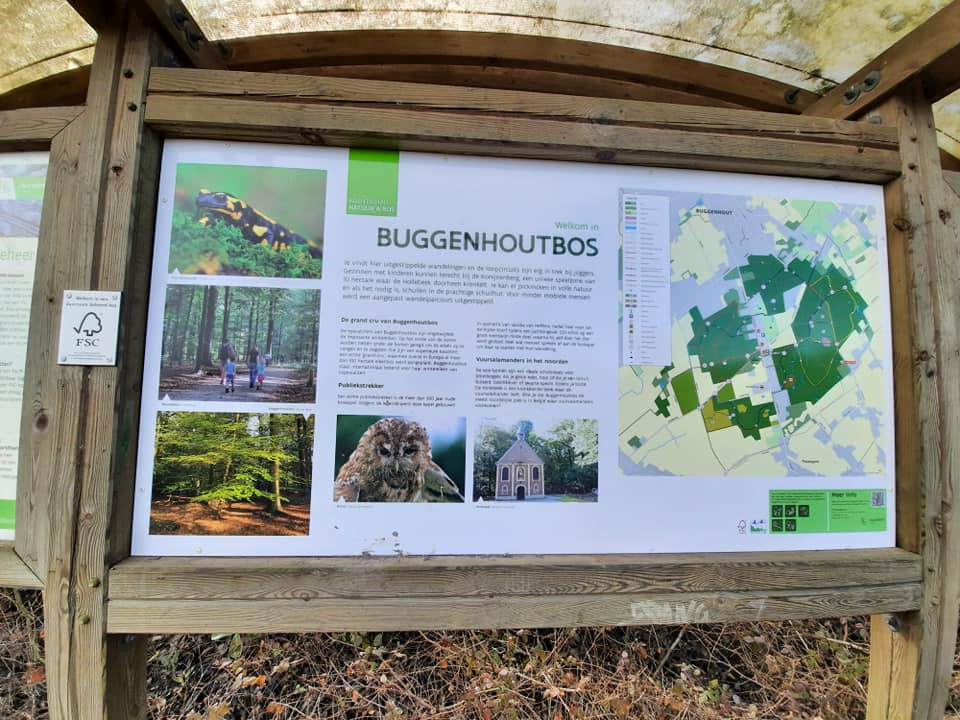
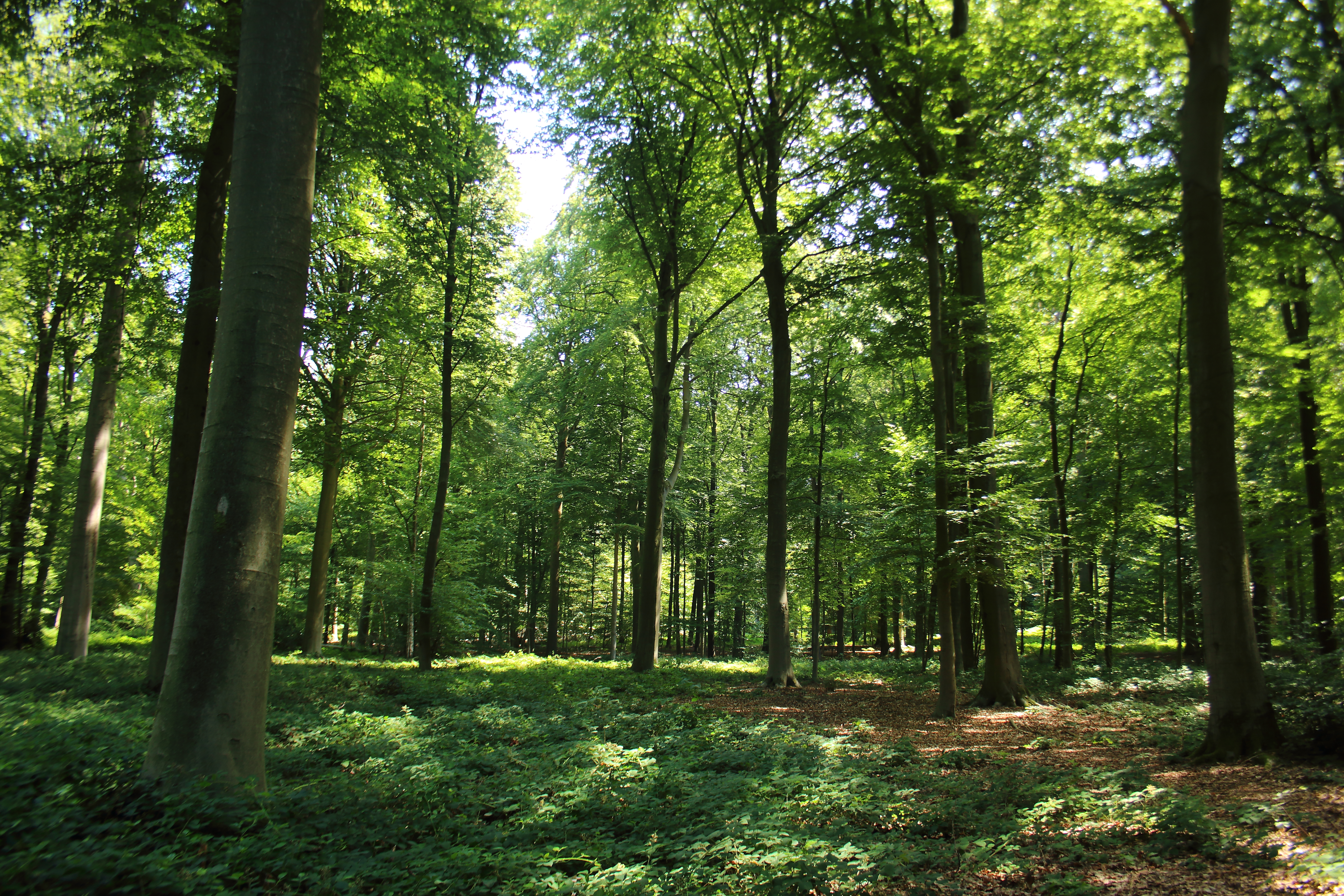
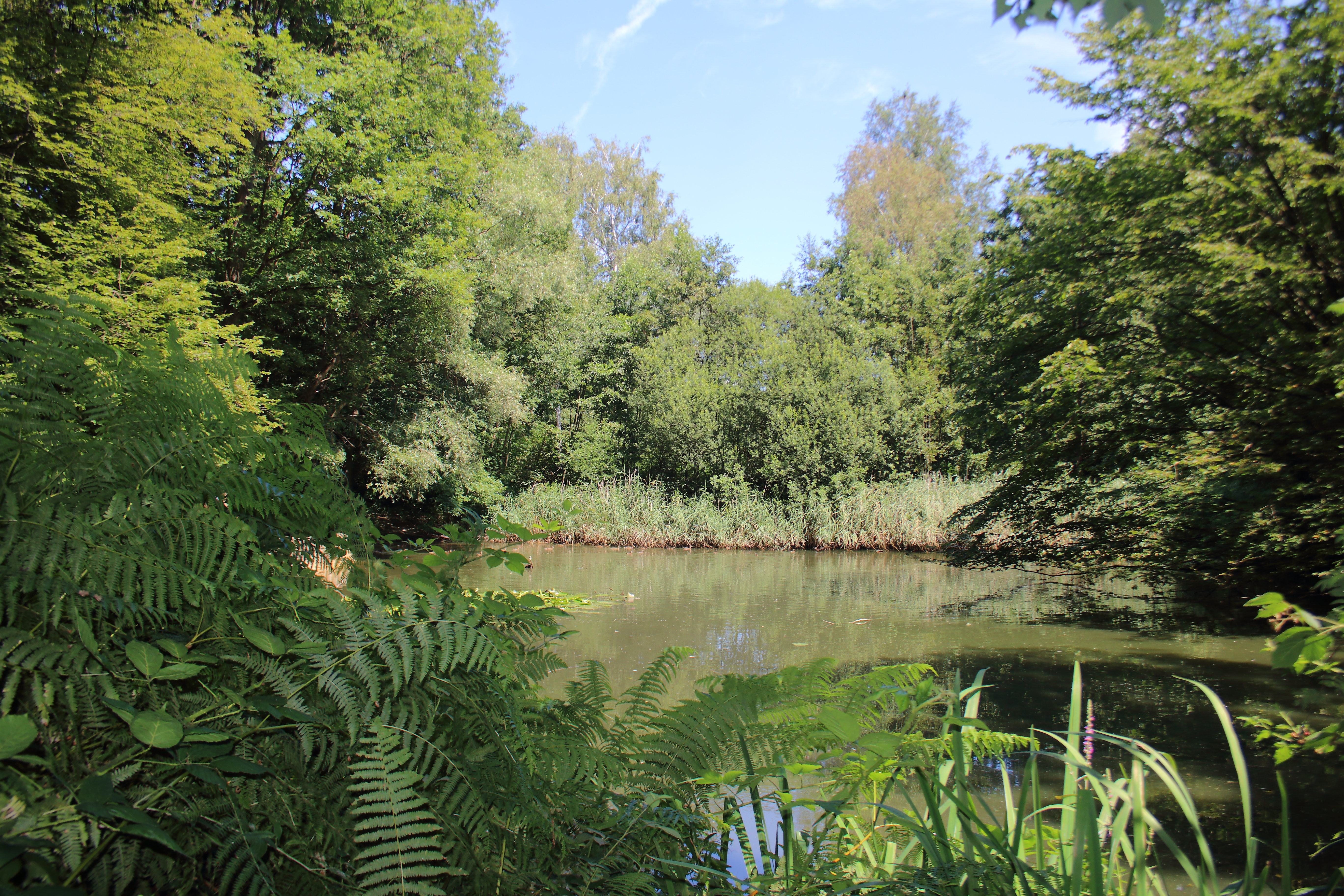
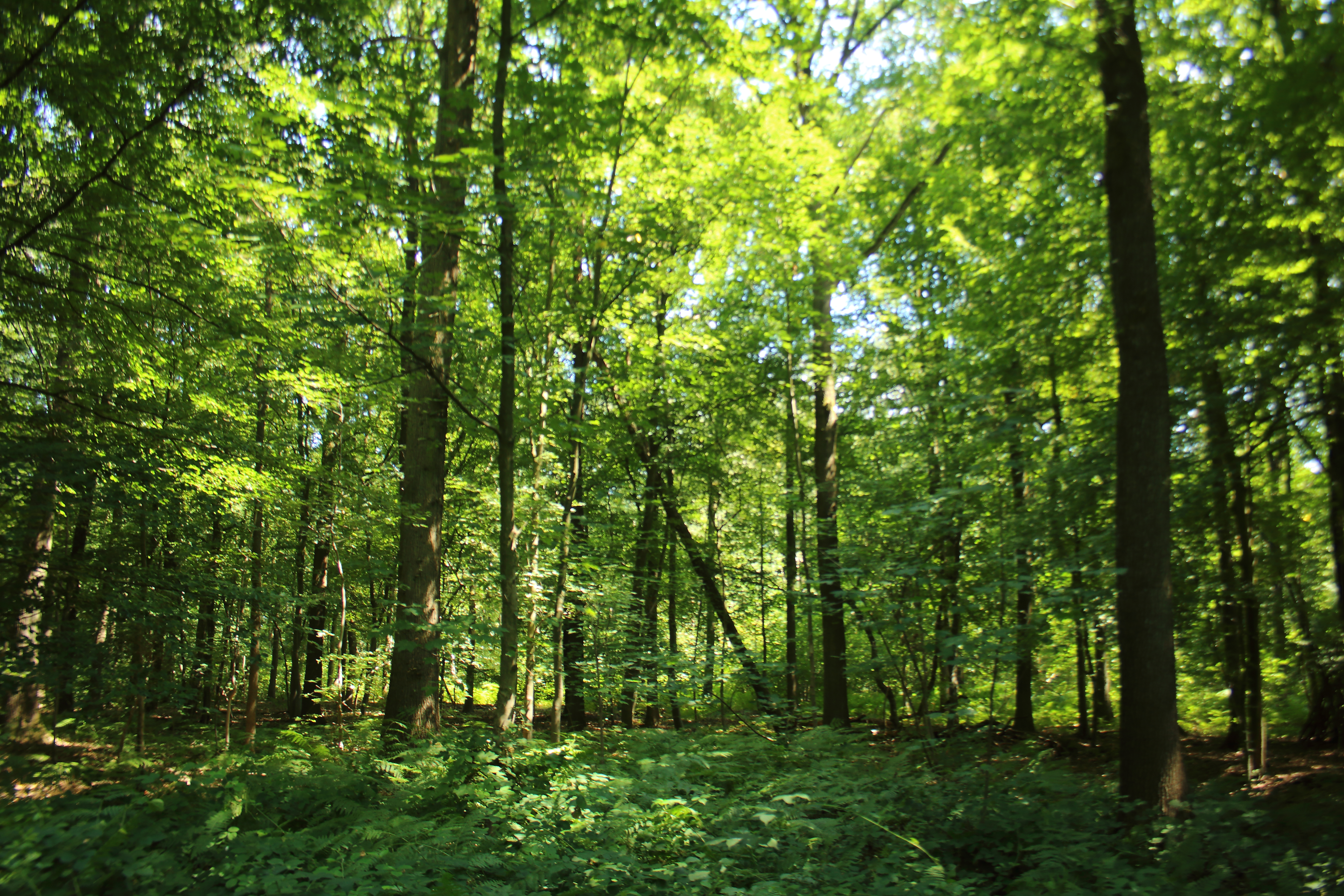
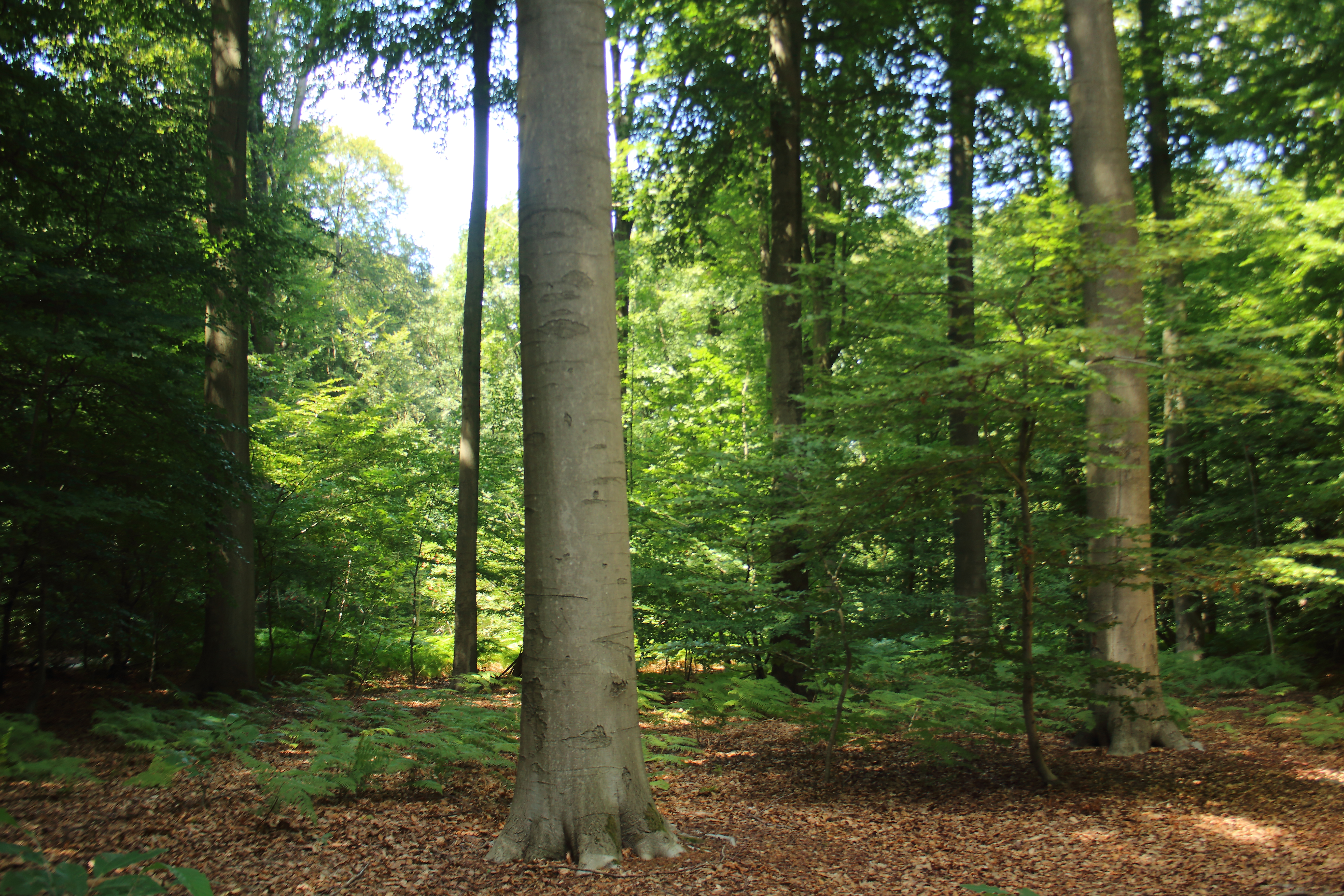